# دانشگاه ویرجینیا (حوزه سرشماری)، ویرجینیا
دانشگاه ویرجینیا (به انگلیسی: University of Virginia) یک منطقهٔ مسکونی در ایالات متحده آمریکا است که در شهرستان البمارل، ویرجینیا واقع شده‌است. دانشگاه ویرجینیا ۷٬۷۰۴ نفر جمعیت دارد.